# 吴忠泽
吴忠泽（1945年—），上海人，汉族，中华人民共和国政治人物、全国人民代表大会上海地区代表。
毕业于清华大学模式识别与智能控制专业，是中共党员。担任中华人民共和国科技部副部长。2008年，担任全国人大教育科学文化卫生委员会委员。